# Рєпін Василь Іванович
Василь Іванович Рєпін (1887, Ярославська губернія, тепер Російська Федерація — 1970, Ленінград) — радянський військовий діяч, командир 70-ї стрілецької дивізії УВО, помічник командувачів декількох військових округів СРСР, генерал-лейтенант (1940). Член Центральної Контрольної Комісії КП(б)У в листопаді 1927 — червні 1930 р.

## Біографія
Народився в селянській родині. У одинадцятирічному віці перебрався з Ярославської губернії в Санкт-Петербург, де почав працювати підмайстром в позолотній майстерні.
Член РСДРП(б) з 1908 року. Отримав партійну кличку «Деревообробник». Займався нелегальною партійною діяльністю, за яку неодноразово піддавався арештам, а у 1913 році був відправлений у заслання в село Тогур Томської губернії.
Восени 1916 року мобілізований у 18-й Сибірський стрілецький полк царської армії Томського гарізону. Спільно з іншими політичними засланцями брав участь у заснуванні та роботі Військово-соціалістичного союзу. У жовтні 1917 року, спільно з Нахановичем, представляв Томськ на II Всеросійському з'їзд рад. У грудні 1917 року — член президії Томського губернського виконавчого комітету Ради робітничих і солдатських депутатів.
У Червоній армії з 1918 року. Під час громадянської війни в Росії займався формуванням частин Червоної Армії, з якими відправився на Східний фронт. Служив комісаром батальйону, військовим комісаром запасного полку 3-ї армії РСЧА.
У 1920—1922 роках — військовий комісар Томської губернії. З вересня 1922 року — помічник губернського військового комісара Західно-Сибірського військового округу. У жовтні 1923 року — серпні 1924 року — військовий комісар Іркутської губернії.
У серпні 1924 року — березні 1925 року — військовий комісар 18-го стрілецького корпусу. У березні 1925 року — 1925 р. — військовий комісар 10-го (2-го) кавалерійського корпусу Українського військового округу.
У 1925 — жовтні 1928 року — командир 70-ї стрілецької дивізії Українського військового округу.
У жовтні 1928 року — грудні 1932 року — начальник Закавказької підготовчої військової школи імені Серго Орджонікідзе. Був слухачем Військової академії РСЧА.
У грудні 1932 року — 1935 року — командир  і комісар 75-ї стрілецької дивізії. У 1935 — червні 1937 року — комендант Рибінського укріпрайону. У червні 1937 року — липні 1938 року — командир 6-го стрілецького корпусу. У липні 1938 року — листопаді 1939 року — командир 15-го стрілецького корпусу. Учасник військового захоплення Західної України радянськими військами у вересні 1939 року.
У листопаді 1939 року — січні 1941 року — заступник командувача військ Одеського військового округу. У січні — червні 1941 року — помічник командувача військ Одеського військового округу з укріплених районів.
Учасник німецько-радянської війни. У червні 1941 року — січні 1942 року — заступник командувача 9-ї армії Південного фронту. У січні — червні 1942 року — начальник інспекторської групи з підготовки резервів для фронту. У червні — жовтні 1942 року — заступник командувача 3-ї резервної армії, перетвореної в 60-у армію Воронезького фронту.
У жовтні 1942 року — січні 1945 року — помічник командувача військ Архангельського військового округу з вищих навчальних закладів. У січні 1945 року — березні 1947 року — помічник командувача військ Біломорського військового округу з вищих навчальних закладів.
У березні 1947 року — 1949 року — помічник командувача військ Таврійського військового округу з вищих навчальних закладів. У 1949 — травні 1949 року — помічник командувача військ Прибалтійського військового округу з вищих навчальних закладів.
З травня 1949 року — у запасі. Похований в Ленінграді на Богословському кладовищі.

## Військові звання
- комдив (1935)
- комкор (1939)
- генерал-лейтенант (1940).

## Нагороди
- орден Червоного Прапора
- ювілейна медаль «XX років Робітничо-Селянської Червоної Армії».